# Asphondylia curatellae
Asphondylia curatellae är en tvåvingeart som beskrevs av Edwin Möhn 1959. Asphondylia curatellae ingår i släktet Asphondylia och familjen gallmyggor.
Artens utbredningsområde är El Salvador. Inga underarter finns listade i Catalogue of Life.